# Десантно-штурмові війська Збройних Сил України (монета)
«Деса́нтно-штурмові́ війська́ Збро́йних Сил Украї́ни»  — ювілейна монета номіналом 10 гривень, випущена Національним банком України, присвячена окремому роду військ, що належить до сил негайного реагування Збройних Сил України. Монета належить до серії Збройні Сили України.

## Опис та характеристики монети
| Номінал грн. | Метал                                    | Маса, грам | Діаметр, мм. | Якість виготовлення | Гурт     | Тираж, штук |
| ------------ | ---------------------------------------- | ---------- | ------------ | ------------------- | -------- | ----------- |
| 10           | сплав на основі цинку з покривом нікелем | 12,4       | 30,0         | анциркулейтед       | рифлений | 1 000 000   |

### Аверс
На аверсі монети розміщено напис — УКРАЇНА (угорі півколом), під написом ліворуч зображено малий Державний Герб України, праворуч від якого нарукавний знак десантно-штурмових військ ЗСУ. У центрі композиції на дзеркальному тлі розташована емблема десантно-штурмових військ ЗСУ, ліворуч від якої вказано номінал 10 та графічний символ гривні, а праворуч від емблеми розташований рік карбування монети — 2021. Унизу півколом розташовано напис ДЕСАНТНО-ШТУРМОВІ ВІЙСЬКА ЗСУ. Під роком карбування розташовано логотип Банкнотно-монетного двору Національного банку України.

### Реверс

Емблема Десантно-штурмових військ

На реверсі зображено символічний образ воїна-десантника в лицарських обладунках (на дзеркальному тлі), за спиною якого напіврозкриті крила, які є символом Архангела Михаїла — покровителя війська.

## Автори
- Художник: Олександр Кузьмін.
- Скульптори: Святослав Іваненко, Володимир Атаманчук.[3]

## Вартість монети
До введення монети в обіг 11 листопада 2021 року, Національний банк України розповсюджував монету через властну систему замовлень за номінальною вартістю — 10 гривень.
Фактична приблизна вартість монети, з роками змінювалася так:
| Рік       | 2021 | 2022 | 2023 | 2024 | 2025 |
| --------- | ---- | ---- | ---- | ---- | ---- |
| Ціна, грн | 15   | 15   | 30   | 35   | 80   |

Фактична вартість монети, як і її роздрібна ціна в банках-дистриб'юторах, становить 10 гривень.